# Mancherial
Mancherial è una suddivisione dell'India, classificata come municipality, di 70.231 abitanti, situata nel distretto di Adilabad, nello stato federato del Telangana. In base al numero di abitanti la città rientra nella classe II (da 50.000 a 99.999 persone).

## Geografia fisica
La città è situata a 18° 52' 0 N e 79° 25' 60 E e ha un'altitudine di 142 m s.l.m..

## Società

### Evoluzione demografica
Al censimento del 2001 la popolazione di Mancherial assommava a 70.231 persone, delle quali 35.683 maschi e 34.548 femmine. I bambini di età inferiore o uguale ai sei anni assommavano a 9.011, dei quali 4.637 maschi e 4.374 femmine. Infine, coloro che erano in grado di saper almeno leggere e scrivere erano 45.451, dei quali 25.656 maschi e 19.795 femmine.